# チョンタドゥーロ
チョンタドゥーロ（学名：Bactris gasipaes、スペイン語：chontaduro）は、中米から南米が原産のヤシ科の植物である。
20m以上の高さに成長することがあり、葉の長さは1-3m程になる。幹には黒く細い棘が密生する。
果実は4-6cm程の長さの楕円形で、幅は3-5cm程度。種子を一つ含む。地域によって差があるが、熟した果実は赤、黄、オレンジになる。

## 利用
広く分布する植物であるが、それぞれの地域で食料として先住民族の時代から利用されてきた。果実は色および形がカキに似ているが、繊維質が多く、カボチャやサツマイモのような食感がある。塩漬けや蜂蜜などをかけて生で食されることが多く、砂糖煮、蜂蜜漬け、菓子の材料、ゼリー、粉等にも加工される。また、食用油を絞ることが出来る。
チョンタドゥーロ（Bactris gasipaes）種は栽培種に該当し、多くの地域で育てられている。エクアドルではchontaduro（チョンタドゥーロ）、ブラジルとコスタリカではpalmito（パルミート、パルミットとも）、英語ではピーチパーム（peach palm）と呼ばれている。
また、コンゴウインコ、オウム、パラキートなどの鳥類の重要な食料となっている。
ブラジルやコスタリカではヤシの芽と呼ばれる成長点部を食される。果実と違い、植えてから18-24ヶ月で収穫出来る為、盛んに商業栽培されている。その他のヤシ科、例えばアサイーなども成長点を収穫されているが、乱獲が問題になっている為、チョンタドゥーロにシフトしていく動きが推測される。ちなみにブラジルにおけるヤシの芽の消費は他国での消費の5倍もある。

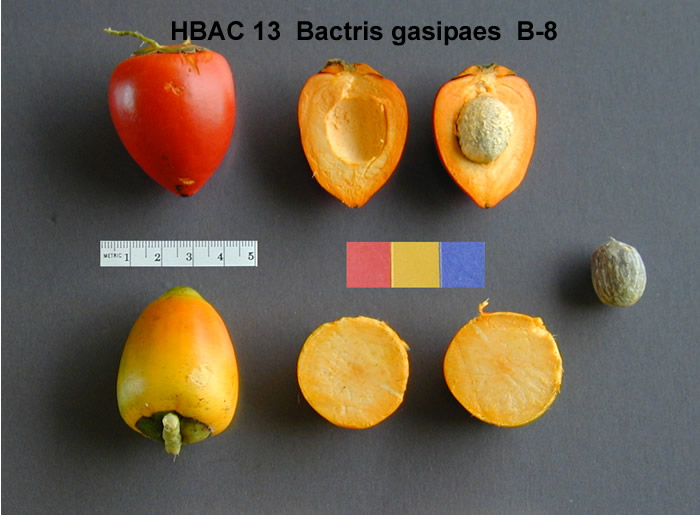
果実と種子

## 地域による呼び名
利用の歴史が長いこともあり、地域によって様々な呼び名がある。
- トリニダード・トバゴ … ピーチ・パーム (Peach Palm)、ピワ (Pewa)
- コスタリカ、ニカラグア … ペヒバジェ (Pejibaye)
- コロンビア、エクアドル … チョンタドゥーロ (chontaduro)、チャンタドゥーロ (chantaduro)
- ペルー … ピフアジョ (pijuayo)
- ベネズエラ … ピヒグアオ (pijiguao)
- ボリビア … テンベ (tembé)
- パナマ … ピバ (pixbae)
- ブラジル … ププニェイラ (pupunheira)、ププニャ (pupunha)

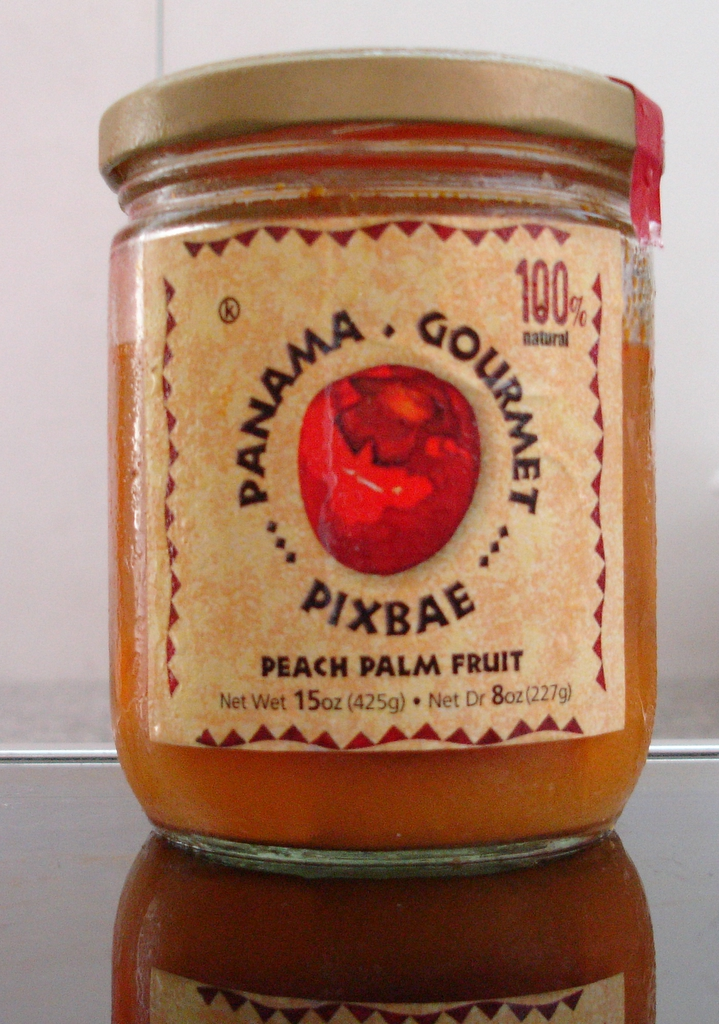
パナマの塩漬け製品

## 栄養価
果実100gに含まれる主な栄養素
- カロリー164kcal
- プロテイン 2.5g
- カルシウム 28mg
- リン 31mg
- 鉄分 3.3mg
- ビタミンA 1,500mmg
- ビタミンB1 0.06mg
- ビタミンC 34mg